# 琳赛·伯恩斯
琳赛·伯恩斯（英語：Lindsay Burns，1965年1月6日—），美国女子赛艇运动员。她曾代表美国参加1996年夏季奥林匹克运动会赛艇比赛，获得女子轻量级双人双桨银牌。